# Mont Nézer
Le mont Nézer (הר נזר) se trouve à 2 km au sud du kibboutz Manara et s'élève à une altitude de 760 m. De son sommet on a un panorama sur la vallée de la Houla et sur le Sud-Liban. Il abrite une petite réserve naturelle de 90 dounam (9 hectares) où poussent les orchidées.